# バラワット
バラワット（英：Balawat）は、古代アッシリアの都市イングルエンリル及びニネベ州（イラク）にある近代的な村の考古学遺跡。モスル市から南東に25キロメートル（16マイル）、バフディダから南に4キロメートル（2.5マイル）に位置する。

## 古代名
バラワットは古代アッシリアの都市イングルエンリルの遺跡。イングルエンリルは「エンリルが同意した」の意。古代バビロンにはイングルエンリルの名の壁も存在した。

## 考古学研究の歴史
バラワットは1878年に考古学者ホルムズド・ラッサムによって発掘された。この地域は1956年にイラクの英国考古学学校の為にマックス・マロウアンによって再び発掘された。1989年には大英博物館でDJタッカーによって表面調査が行われ、町の壁が約64ヘクタールを囲んでいることが分かった。

## 歴史

### 紀元前
イングルエンリルは新アッシリア王、アスルナシルパル二世によって建設された。カルフの位置するチグリスからデラー川に10キロメートル（6.2マイル）距離を置き、アッシリアの重要な道路に沿って南東の主要都市ニネベとアラプハの間にあった。アスルナシルパル二世は既にアシュールからカルフに資本を譲渡されていた。イングルエンリルの基礎は新アッシリア帝国を形成するにあたっての重要な段階だった。
イングルエンリルの建設はアスルナシルパル二世の息子シャルマネセル三世によって継続された。この都市は約2世紀半存在したものの、ほとんどのアッシリアの都市と同様、アッシリア帝国の陥落時にメデス、バビロニア人、スキタイ人によって略奪され、破壊された。

### イラク戦争後
2004年11月、村は米国陸軍により古代アッシリアの都市と現代アッシリアの都市、カルフとバフディダを繋ぐプロジェクトとして「Ninewa Village Roads Project」を行った。このプロジェクトは米国政府が資金提供をしている。道路建設は「Ashour General Construction Contracting Company」が行い、1,120,000ドル（123,356,800円：2020年1月20日1:49(JST)時点でのレート）掛かった。

## 物質文化
寺院や宮殿の建物を除いて、そこで発見された最も重要な人工物は、いわゆるバラワット門でした。門の高さは約20フィートで、夢の神マムの神殿に属していました。これらは、宮殿の2つの木製の門に釘で取り付けられたブロンズバンドで構成されていました。ブロンズバンドは新アッシリア王、シャルマネセル三世の闘争からの犠牲と戦争のシーンを描写し、アッシリアの芸術における景観要素の最初の描写となる。